# Banff Mountain Film Festival
Banff Mountain Film Festival é o mais importante festival de filmes de montanhismo e esportes radicais do mundo.

## Mostra Banff
A Mostra Banff foi realizada pela primeira vez em 1976, com apenas uma noite de projeções. Atualmente, o evento tem a duração de uma semana e envolve a competição de filmes internacionais, projeções de slides, palestras dos melhores montanhistas do mundo, exposições de fotografias e uma feira de livros de montanha. Após o festival, uma seleção dos melhores filmes percorre mais de 80 cidades em 28 países.
Ela acontece no The Banff Centre, que fica localizado dentro do Parque Nacional de Banff, na Província de Alberta, Canadá. Este parque é considerado patrimônio da humanidade pela UNESCO.